# گی‌یرمو نابارو
گی‌یرمو نابارو (انگلیسی: Guillermo Navarro؛ زادهٔ ۱۹۵۵) یک فیلم‌بردار و عکاس اهل مکزیک است.
وی همچنین برنده جوایزی همچون جایزه اسکار بهترین فیلمبرداری شده است.

## فیلمشناسی
- شب در موزه: راز مقبره (۲۰۱۴)
- حاشیه اقیانوس آرام (۲۰۱۳)
- گرگ و میش: سپیده‌دم - قسمت دوم (۲۰۱۲)
- گرگ و میش: سپیده‌دم - قسمت اول (۲۰۱۱)
- پسر جهنمی ۲: ارتش طلایی (۲۰۰۸)
- هزارتوی پن (۲۰۰۶)
- زاتورا: یک ماجرای فضایی (۲۰۰۵)
- پسر جهنمی (فیلم ۲۰۰۴) (۲۰۰۴)
- تصور آرژانتین (۲۰۰۳)
- بچه‌های جاسوس (۲۰۰۱)
- ستون فقرات شیطان (۲۰۰۱)
- استوارت کوچولو (۱۹۹۹)
- جکی براون (۱۹۹۷)
- چهار اتاق (۱۹۹۵)
- دسپرادو (فیلم) ( ۱۹۹۵)
- از گرگ و میش تا سحر (۱۹۹۶)